# Hvězdička přímořská
Hvězdička přímořská (Pallenis maritima) je druh žlutě kvetoucí rostliny z čeledi hvězdnicovitých, rozšířené ve Středomoří.

## Popis
Je to vytrvalá, silně dřevnatějící bylina nebo drobný polštářovitě rostoucí keřík, dosahující výšky jen 5 až 25, maximálně 40 cm, s poléhavými nebo vystoupavými stonky. Hustě rostoucí střídavé listy jsou řapíkaté, chlupaté, mírně sukulentní, obkopinatého až kopisťovitého tvaru, až 3 cm dlouhé. Květní úbory vyrůstají jednotlivě na koncích stonků, jsou zlatožluté barvy a mají průměr 3–4 cm. Rozkvétá od března/dubna do července až září, plodem jsou drobné nažky zakončené kopinatými špičatými šupinami.
Ploidie druhu je 2n = 12.

## Ekologie a rozšíření
Roste především v pobřežních oblastech západního a středního Mediteránu, od severní Afriky přes Španělsko a Portugalsko, jižní Francii, Itálii, Baleáry, Sardinii a Sicílii až po Řecko a také na Kanárských ostrovech. Databáze zahrady v Kew ji uvádí také z Velké Británie. Jejím stanovištěm jsou výslunné pobřežní útesy a skály, též kamenité a zasolené půdy v blízkosti moře, do maximální nadmořské výšky 100 m.

## Systematika a taxonomie
Carl Linné roku 1753 popsal druh jako Buphtalmum maritimum, tedy druh volovce, od 19. století byla vedena pod jménem Asteriscus maritimus, s nímž se lze ještě často setkat v literatuře. Po úpravách pojetí rodu Asteriscus byla na konci 20. století s několika dalšími druhy přeřazena do rodu Pallenis, což bylo později potvrzeno i molekulárními výzkumy. V rámci čeledi hvězdnicovitých patří do podčeledi Asteroideae a tribu Inuleae. Dělí se dále na dva poddruhy, nominátní poddruh (Pallenis maritima subsp. maritima a na v severní Africe se vyskytující Pallenis maritima subsp. sericea.

## Využití
Přibližně od roku 1900 se kulturně využívá jako okrasná rostlina; bylo vyšlechtěno několik kultivarů, například 'Gold Coin' se sterilními květy. V Česku ji lze pěstovat jako letničku, použitelnou do truhlíků i záhonků na slunná, sušší stanoviště.

## Galerie

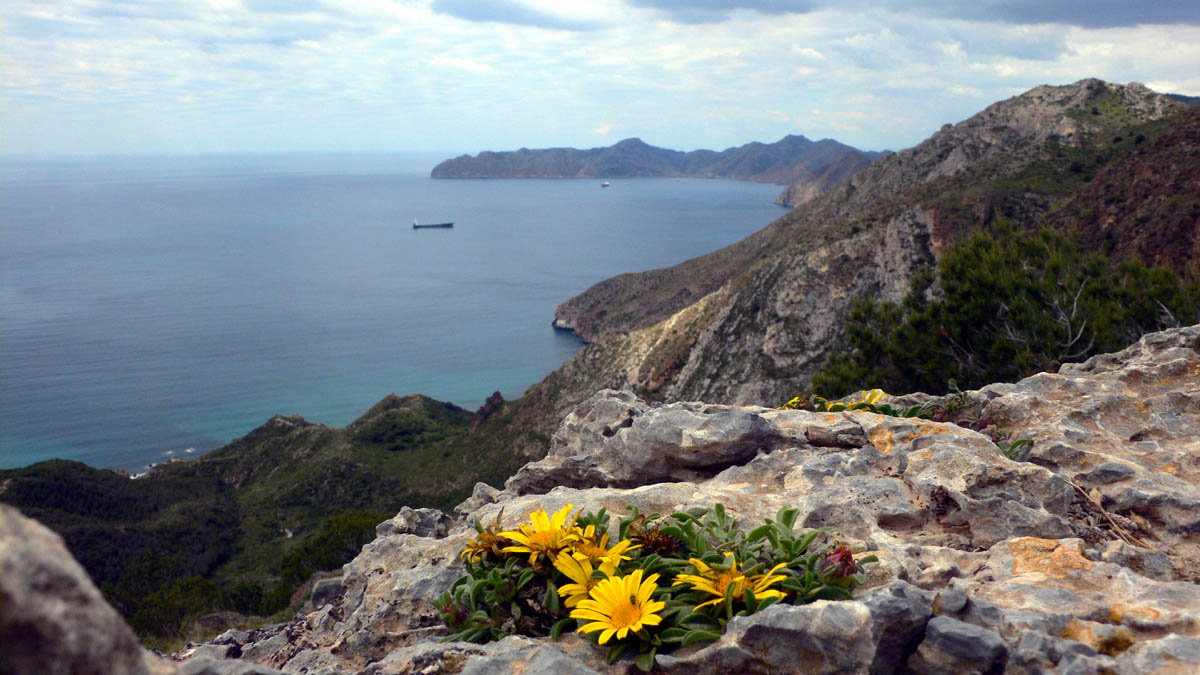
Stanoviště na útesu nad mořem
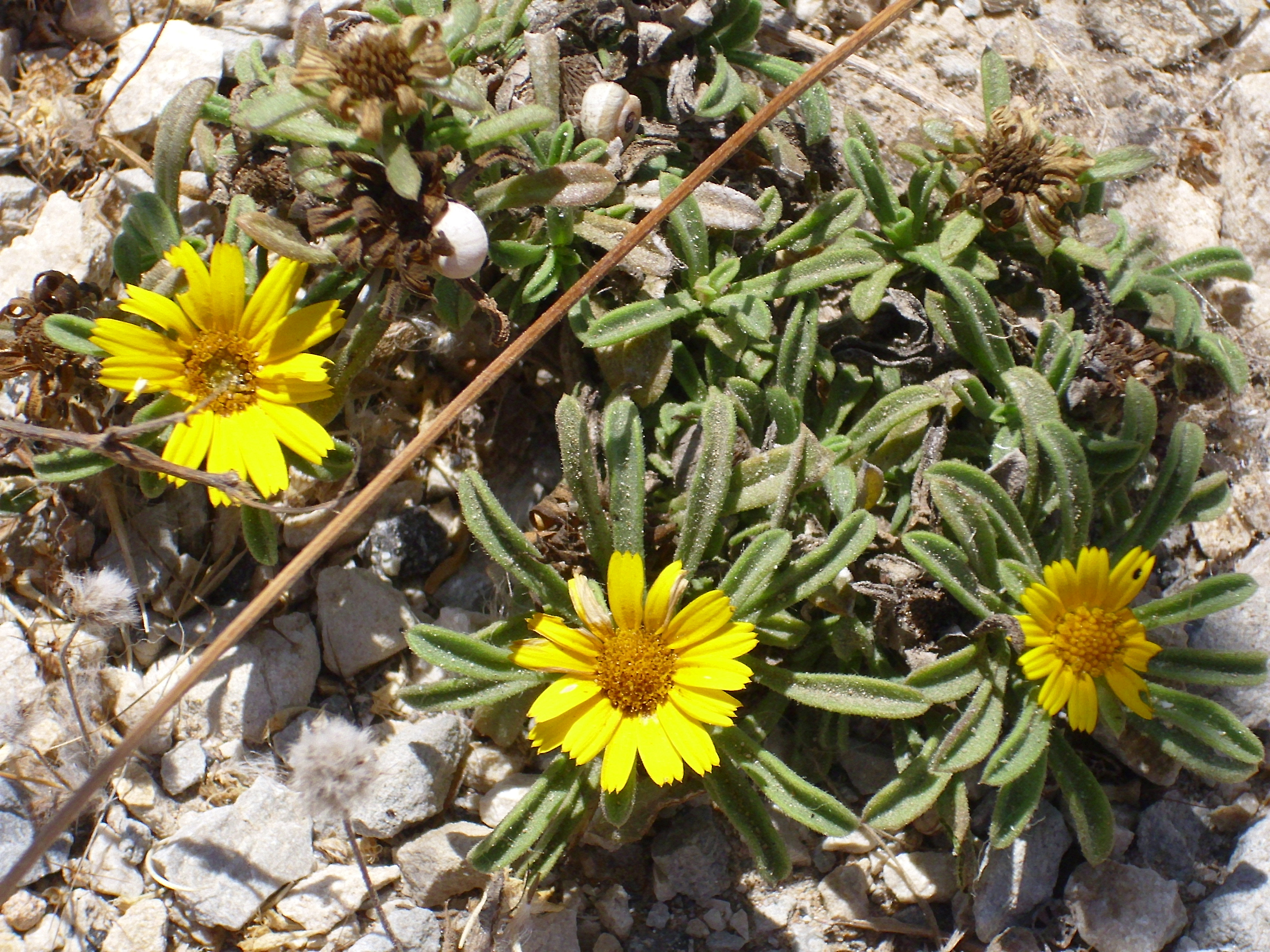
Habitus s odkvetlými květy
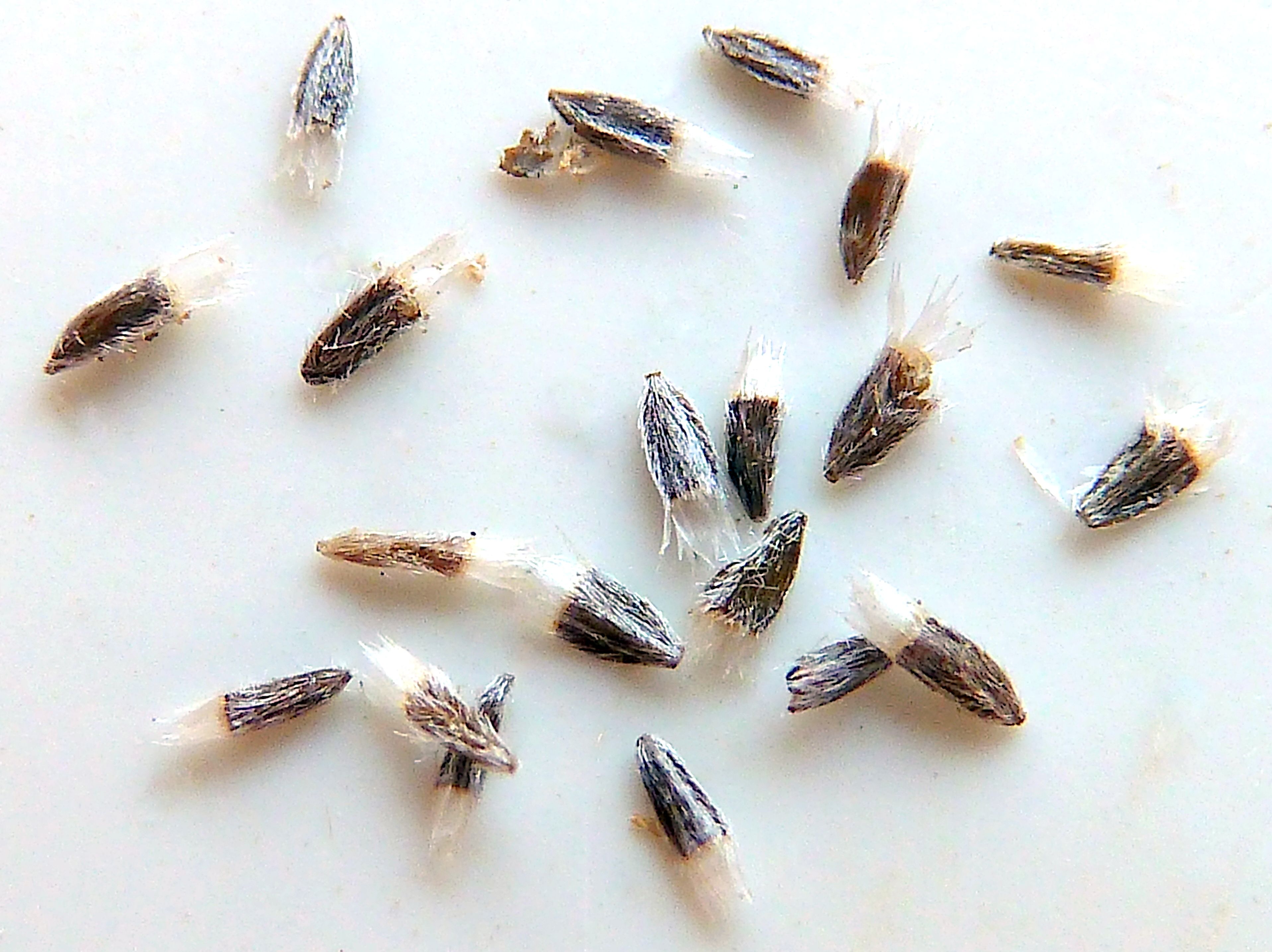
Nažky
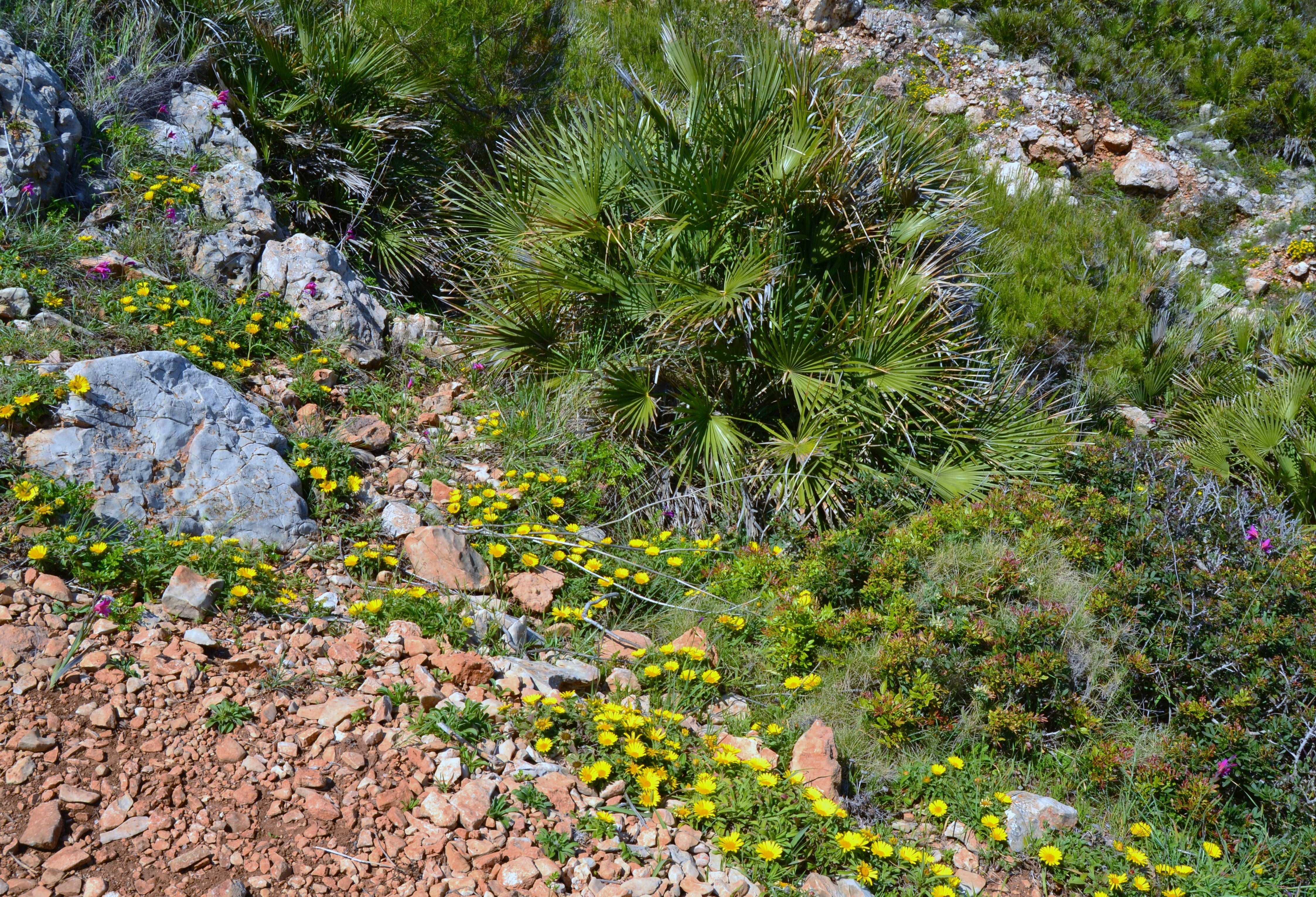
Charakteristický porost